# Saint-Michel-de-Boulogne
 Saint-Michel-de-Boulogne  es una población y comuna francesa, ubicada en la región de Ródano-Alpes, departamento de Ardèche, en el distrito de Privas y cantón de Vals-les-Bains.

## Demografía
| 131 | 111 | 101 | 106 | 96 | 130 |
| Para los censos de 1962 a 1999 la población legal corresponde a la población sin duplicidades (Fuente: INSEE [Consultar]) |     |     |     |    |     |